# ليكومينج أو-45
ليكومينغ أو-145 هي مجموعة محركات طائرات مسطحة رباعية صغيرة، منخفضة القدرة وتُبرد بالهواء. أُنتجت بواسطة شركة ليكومينغ للمحركات بداية من عام 1938 وحتى نهاية الأربعينيات. اشتملت هذه المجموعة على محرك جي أو-145 المزود بتروس تخفيض.

## التصميم والتطوير
أُنتج من محركات أو-145 ثلاث طرازات رئيسية: أو-145 ايه، وبلغت قدرته 55 حصاناً (41 كيلو وات)، والطراز أو-145 بي، وبلغت قدرته 65 حصاناً (48 كيلو وات)، والطراز أو-145 سي، وبلغت قدرته 75 حصاناً (56 كيلو وات).
كان الطراز أو-145 بي هو الأكثر إنتاجاً، بينما أُنتج الطراز «ايه» والطراز «بي» بكميات أقل.
أُنتجت كل الطرازات بنفس قطر الأسطوانة وطول الشوط وسعة المحرك، وكان يتم زيادة القدرة بزيادة نسبة الانضغاط والسرعة الدورانية القصوى.
استخدمت كل الطرازات مكربن من نوع سترومبرج إن ايه_اس 2 أو إن ايه_اس 2 ايه أو مكربن من نوع مارفل إم ايه_2 أو إم ايه_2_ايه. استخدمت الطرازات ذات الإشعال المزدوج اثنان من مغناطيس إشعال طراز سكينتيلا اس إف_4 إل أو إس ان 4 إل إن_20 أو21 أو سوبريور اس إم ايه_4 أو إديسون_سبليتدورف أر إم ايه_4.
بلغت قدرة الطراز الأصلي من محرك أو-145-ايه 55 حصاناً (41 كيلو وات) عند 2300 دورة/دقيقة، وبلغ وزنه 75 كجم واستخدم إشعال أحادي.
قامت ليكومينغ بزيادة السرعة الدورانية والقدرة لتصل إلى 65 حصان (48 كيلو وات) عند 2550 دورة/دقيقة ثم في النهاية 75 حصان (56 كيلو وات) عند 3100 دورة/دقيقة، وذلك في محاولة لمنافسة محرك كونتينينتال ايه-65 (كونتينينتال أو-170).
تنافست محركات أو-145 بصعوبة مع محركات كونتينينتال، التي لها نفس القدرة الحصانية، وذلك بسبب سعتها الأقل من محركات كونتينينتال، مما جعل منحنى العزم لديها أكثر انحداراً.
كُشف عن محرك جي أو-145 في عام 1938، وكان طرازاً مزوداً بصندوق تروس له نسبة تخفيض تساوي 1:1.59 لينتج قدرة 75 حصان (56 كيلو وات) عند 3200 دورة/دقيقة لعمود المرفق، ويدير المروحة الدافعة بسرعة 2013 دورة/دقيقة.
جُهز المحرك بصندوق تروس، ثُبت بواسطة براغي في المقدمة. بلغ وزن المحرك 88 كيلو جراماً بدون المحرك البادئ للحركة أو المولد الكهربائي.
اكتسب محرك جي أو-145 سمعة سيئة بخصوص فعاليته، وذلك بسبب الاستخدام السئ من قبل الطيارين، حيث كانوا يشغلونه عندد سرعات دورانية منخفضة جداً أثناء الطيران مما يتسبب بتعطل صندوق التروس.
انتهت شهادة النوع لسلسلة المحركات في 2 نوفمبر 1950، ولم يُنتج أياً من محركات  أو-145-بي 1 أو أو-145-سي 1 أو جي أو-145-سي 1 بعد 1 أغسطس 1941، ولم تُعتمد محركات أو-145-بي 2 وبي-3 أو سي 2 أو جي أو-145-سي 2 أو سي 3 التي أُنتجت بعد 24 أغسطس 1949. لم تشمل شهادة النوع الأصلية سلسلة محركات أو-145-ايه أحادية الإشعال وكذلك أو-145-بي 1 وسي-1.
أوقفت ليكومينغ إنتاج محركات أو-145 واستبدلتها بسلسلة محركات أو-235.

## الطرازات
- أو-145-ايه: تكون من 4 أسطوانات. استخدم إشعال أحادي وبلغت قدرته 55 حصاناً (41 كيلو وات).
- أو-145-ايه 3: تكون من 4 أسطوانات. استخدم إشعال أحادي وبلغت قدرته 55 حصاناً (41 كيلو وات)، كما جُهز بمحرك بادئ للحركة ومولد كهربي.
- أو-145-بي 1: تكون من 4 أسطوانات. استخدم إشعال أحادي وبلغت قدرته 65 حصاناً (48 كيلو وات).
- أو-145-بي 2: تكون من 4 أسطوانات. استخدم إشعال مزدوج وبلغت قدرته 65 حصاناً (48 كيلو وات).
- أو-145-بي 3: تكون من 4 أسطوانات. استخدم إشعال مزدوج وبلغت قدرته 65 حصاناً (48كيلو وات).
- أو-145-سي 1: تكون من 4 أسطوانات. استخدم إشعال أحادي وبلغت قدرته 75 حصاناً (56 كيلو وات).
- أو-145-سي 2: تكون من 4 أسطوانات. استخدم إشعال مزدوج وبلغت قدرته 75 حصاناً (56 كيلو وات).
- جو-145-سي 1: تكون من 4 أسطوانات وجُهز بصندوق تروس. استخدم إشعال أحادي وبلغت قدرته 75 حصاناً (56 كيلو وات).
- جو-145-سي 2: تكون من 4 أسطوانات وجُهز بصندوق تروس. استخدم إشعال مزدوج وبلغت قدرته 75 حصاناً (56 كيلو وات).
- جو-145-سي 3: تكون من 4 أسطوانات وجُهز بصندوق تروس. استخدم إشعال مزدوج وبلغت قدرته 75 حصاناً (56 كيلو وات).

## التطبيقات

### محركات أو-145

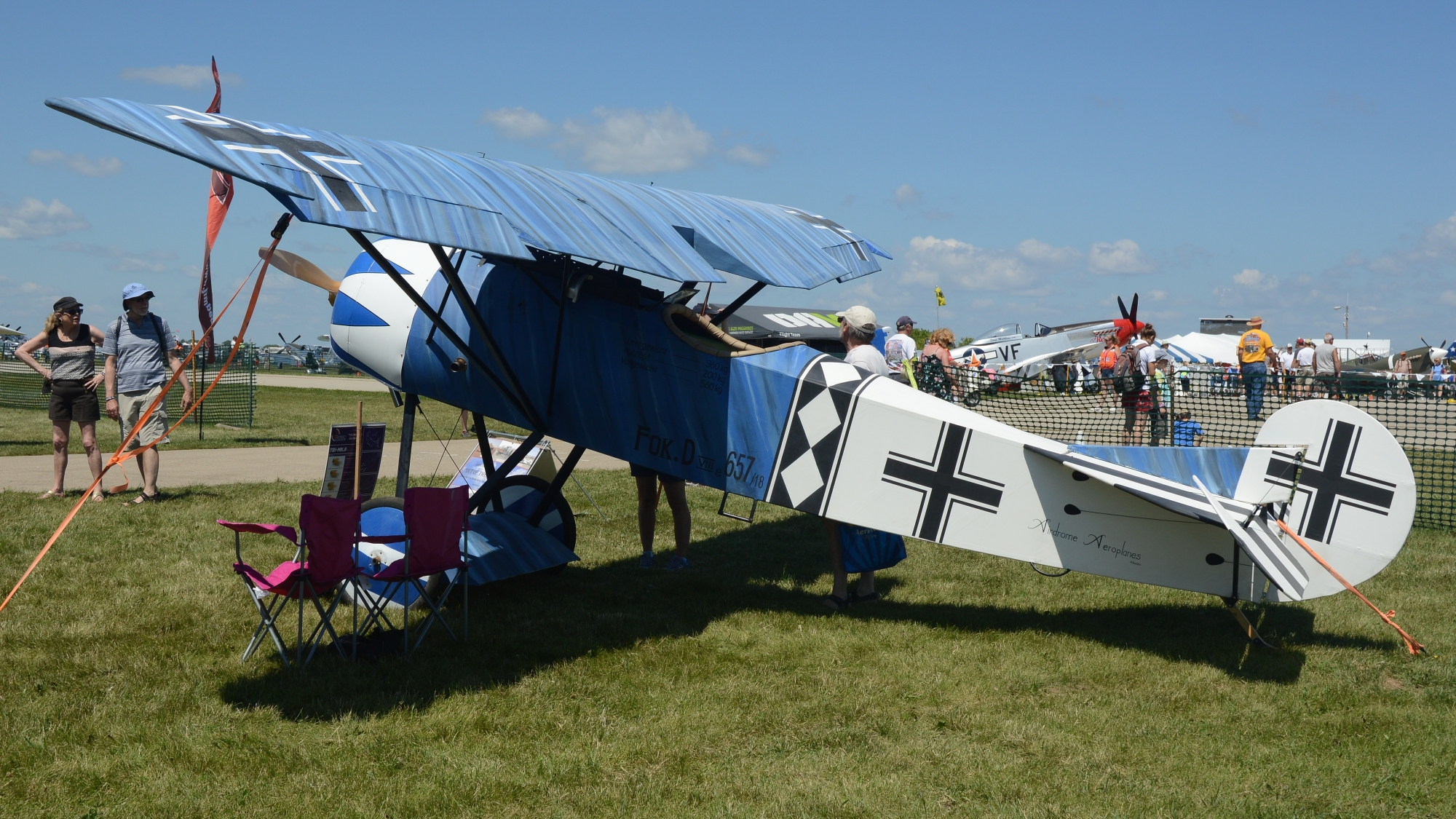
آيردروم فوك دي-8

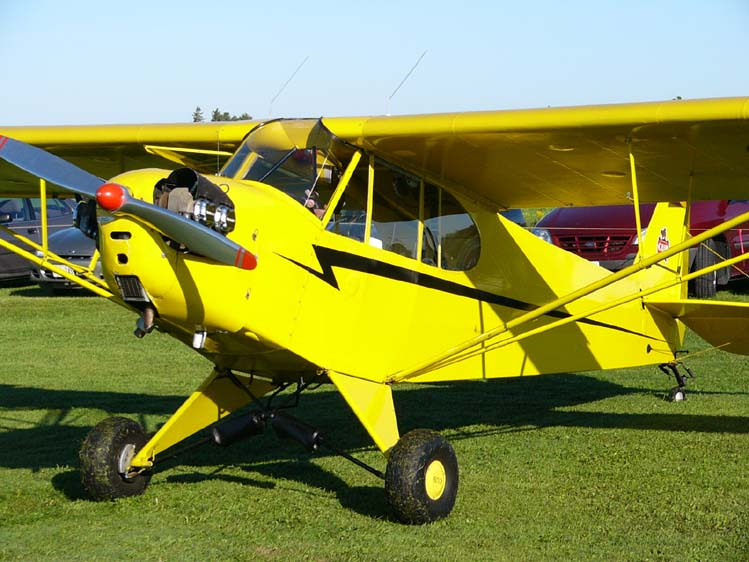
بايبر جيه-3 كب

استُخدمت محركات أو-145 في الطائرات التالية: 
- آيردروم فوكر دي-8
- بايبر جيه-3 كب
- كارلسون سكاي سيكل
- بايبر بيه ايه-8 سكاي سيكل

### محركات جو-145

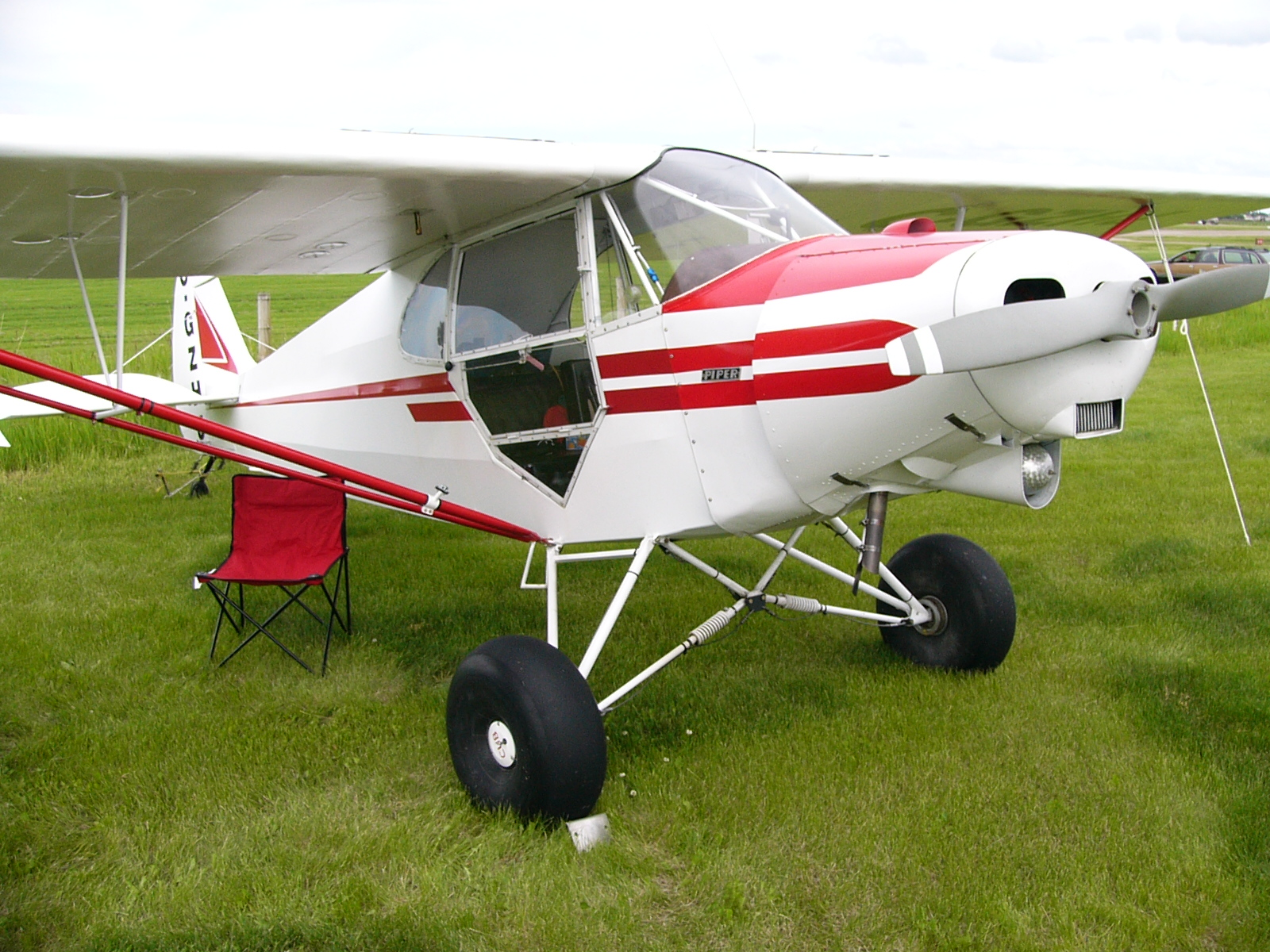
بايبر جيه-5

استُخدمت محركات جو-145 في الطائرات التالية: 
- بايبر جيه-5 كروسر
- فانك بي 75 إل
- جنرال سكاي فرير
- ريتش توين 1-إكس-2
- شيرلين بيج كوتي

## المواصفات (جو-145-سي 2)

### مواصفات عامة
- النوع: محرك طائرة مسطح رباعي مزود بصندوق تروس تخفيض.
- قطر الأسطوانة: 92 مم.
- الشوط: 89 مم.
- سعة المحرك: 2.4 لتر.
- الوزن الصافي: 87.5 كجم.

### المكونات
- نظام الوقود: مكربن طراز سترومبرج إن ايه-اس 2 أو إن ايه-اس 2 ايه، أو مكربن طراز مارفل إم ايه-2 أو إم ايه-2-ايه.
- نوع الوقود: وقود ذو رقم أوكتان لا يقل عن 73.
- نظام التبريد: تبريد بالهواء.

### الأداء
- القدرة الناتجة: 75 حصان (56 كيلو وات) عند 3200 دورة/دقيقة.
- كثافة القدرة: 0.52 حصان/بوصة مكعبة (23.3 كيلو وات/لتر).
- نسبة الانضغاط: 1:6.5
- نسبة القدرة إلى الوزن: 0.39 حصان/باوند (0.64 كيلو وات/كجم).